# Бура-пабир
Бура-пабир — один из афразийских языков. Бура-пабир также известен как бабир, бабур, барбурр, буррах, бура, бурра, хуве, хувия, кводжеффа, мьа бура, пабир. На бура-пабире говорят 250 тысяч человек на северо-западе Нигерии. С 2005 года данный язык использует латинский алфавит. У этого языка есть несколько диалектов: бура хьилхавул, бура пела, хил бура, хьил хавул; бура, пабер.

## Пример текста
Оригинал: Akumata duniya a namtidzi, Ndir ni adi. Ndir ni ata vi duku ka Hyel. Tsuva Ndir ni an Hyel. Tsu akumata duniya a namtidzi, Ndir ni ata vi duku ka Hyel. Atar ni antu Hyel ku namta shanga suayeri, su adi na ku namtidzi wala duku kula tsa akwa wa. Atar Ndir ni antu mpika adi, antu mpika na nggini ku sinta paraku aka mji. Paraku ni ata mbila akwa kuthlu, amma kuthlu adi dar nggeri ni basakani wa. Mda laga adi na tu Hyel an hyenta ni thlimari Yohanna. Tsa ku si kamnyar ka tsa ngkirbila aka mji ata kira paraku ni, kamnyar ka shanga mji nggata labarimi ka da hamta jiri alari. Tsa ka kirari an paraku ni wa, amma tsa ku si kamnyar ka tsa hara seda ata kira paraku ni.
Перевод: В начале было Слово, и Слово было у Бога, и Слово было Бог. В начале оно было у Бога. Все через Него начало быть, и без Него ничего не было, что есть. В Нем была жизнь, и жизнь была свет людей. И свет во тьме светит, и тьма не объяла его. Был человек, посланный от Бога; имя ему Иоанн. Он пришел для свидетельства, чтобы рассказать о Свете, дабы все уверовали через него. Он не был светом, но был послан, чтобы рассказать о Свете.